# Немкович Олена Миколаївна
Олена Миколаївна Немко́вич (до шлюбу Гущенко; нар. 12 серпня 1959, Ічня) — українська музикознавиця, доктор мистецтвознавства з 2008 року; член Національної спілки композиторів України з 2006 року; член експертної ради Вищої атестаційної комісії України з культурології та мистецтва (по 2015 включно), Вченої ради Інституту мистецтвознавства, фольклористики та етнології імені Максима Рильського, Спеціалізованої вченої ради із захисту дисертацій на здобуття наукового ступеня доктора наук при Інституті мистецтвознавства, фольклористики та етнології (усі — з 2009 року), її голова з 2014 року.

## Біографія
Олена Немкович народилася 12 серпня 1959 у місті Ічні Чернігівської області (нині Україна). Дочка співачки Віри Любимової. Початкову музичну освіту здобула у батьків, а також у Київській дитячій музичній школі № 1. У дитинстві та у юнацькі роки багато концертувала як піаністка, зокрема виступала на сценах Палацу культури «Україна», Київської державної філармонії, а також по Українському радіо. Була лауреатом низки міських і республіканських дитячих виконавчих конкурсів. Музичну освіту продовжила у Київській середній спеціалізованій музичній школі імені Миколи Лисенка. Через хворобу руки перейшла на теоретичне відділення, яке закінчила у 1978 році. 1983 року закінчила історико-теоретичний факультет Київської консерваторії, де навчалася у Леніни Єфремової, Надії Горюхіної. Одночасно протягом 1980—1983 років викладала теоретичні дисципліни у Київській дитячій музичній школі № 1.
Упродовж 1983—1985 років працювала редактором видавництва «Музична Україна». За її редакції були опубліковані десятки посібників і підручників з методики гри на струнних, народних, духових музичних інструментах.
З 1985 року працює в Інституті мистецтвознавства, фольклористики та етнології імені Максима Рильського, де протягом 1985—1990 років обіймала посаду старшого лаборанта (1988 року стала лауреатом премії молодих учених міста Києва); у 1990—1993 роках — молодший науковий співробітник; у 1993—1996 роках — науковий співробітник; у 1996—2009 роках — старший науковий співробітник; у 2009—2016 роках — провідний науковий співробітник; з 1 травня 2016 року по 8 лютого 2022 року — завідувач відділу екранно-сценічних мистецтв та культурології; з 9 лютого 2022 року — завідувач відділу музикознавства та етномузикології. Серед учнів — В. Громченко, Н. Костюк, М. Погребняк, А. Гєнкін, І. Лісняк, Лі Сябінь. Мешкає у Києві, в будинку на вулиці Євгена Чигаленка, № 9а.

## Наукова діяльність
Працює у галузі музикознавства, досліджує також проблеми історії українського оперного театру, музичної енциклопедистики. 1990 року захистила кандидатську дисертацію на тему «Научное творчество Н. А. Гринченко и становление основных методологических принципов в украинском историческом музыковедении»; у 2008 році — докторську дисертацію на тему: «Українська музикознавча наука як підсистема духовної культури: генезис та етапи становлення». Серед робіт:
- Роль міжнародних зв'язків у розвитку українського музикознавства другої половини ХIХ ст. — 1910-х рр. // Матеріали до українського мистецтвознавства. 2003. Випуск 2;
- Передумови формування науково-дослідної галузі українського музикознавства у другій половині ХIХ — на початку ХХ ст. // «Українське музикознавство». 2003. Випуск 31;
- Музикознавча спадщина української діаспори 30–50-х рр. ХХ ст: (до проблеми єдності української музикознавчої науки) // Науковий вісник Національної музичної академії України. 2005. Випуск 43, книга 2;
- Українське музикознавство ХХ століття як система наукових дисциплін. 2006;
- Музикознавство // Історія української музики. Том 2: ХІХ ст. 2009 (у співавторстві);
- Академічна «Українська музична енциклопедія» як резонатор провідних тенденцій розвитку і якісних змін в українській музикознавчій науці межі ХХ–ХХI ст. // Українська енциклопедистика: Матеріали 3-ї Міжнародної наукової конференції 22–23 жовтня 2013, Київ. 2014;
- Українське музикознавство 1930-х років: погляд крізь призму логіки його історії // Українська художня культура в умовах інформативного суспільства. 2019;
- Оперне мистецтво на сцені Київського оперного театру в 1930-х роках: історико-генетичний аспект // 9-й Міжнародний конгрес україністів. Мистецтвознавство. Культурологія: Збірник наукових статей. 2019.

Член редколегій та авторка низки багатотомних академічних видань, зокрема «Української музичної енциклопедії», «Історії української музики», а також авторка розділів в «Історії української культури» (2012, том 5, книга 3), передмови до енциклопедії «Національна опера України» (том 1, 2017; обидва — Київ), низки статей до Енциклопедії сучасної України, статті «Гмиря, Борис Романович» у Великій українській енциклопедії та статті «Литвиненко-Вольгемут Марія Іванівна» в Енциклопедії історії України. Створила цілісний нарис еволюції української музикознавчої науки 20 століття як системи наукових. дисциплін, заклавши основи наукознавчого напряму в українському музикознавстві.
Знялася у телефільмі «Віра, любов і надії Віри Любимової» (2013, режисер Вадим Стриженюк, у 4-х частинах, телеканал «Культура»).